# Динамо (футбольний клуб, Вологда)
Футбольний клуб «Динамо» (Вологда) або просто «Динамо» (рос. Футбольный клуб «Динамо» Вологда) — російський футбольний клуб із міста Вологда. Заснований у 1926 році. Команда провела в другому дивізіоні (третьому за силою в російській футбольній системі) 661 матч, що більше, ніж будь-яка інша команда.

## Історія
Команда «Динамо» заснована 8 березня 1926 року. Першим успіхом стала перемога в крайовій першості ПСО «Динамо» над своїми одноклубниками з Архангельська з рахунком 6:0, до того ж воротар вологжан С. Крушевський відбив два пенальті. Трохи пізніше постраждала від «Динамо» і збірна Череповця, програвши на власному полі з рахунком 3:5. У наступному, 1927 році, в матчах весняної першості міста був здобутий і перший титул.
Вихід на республіканську арену відбувся в 1940 році, коли команда брала участь в зональному турнірі першості ЦС «Динамо», але вкрай невдало.
У 1949-1951 роках «Динамо» бере участь у першості РРФСР серед колективів фізкультури. Найкращий результат - 3-тє місце в зоні «Північ» в 1950 році (тренер — М. М. Поставнін).
У національній першості країни вологодські динамівці дебютували в 1966 році.
Серед вихованців команди виділяються: Олександр Мосін (воротар мінського «Динамо»), Сергій Кисельников (переможець молодіжного ЧС-1977), Сергій Моїсеєв (виступав у єврокубках за московське «Динамо»), Андрій Муригін, Олександр Федоров (обидва виступали у вищій лізі в складі сочинської «Жемчужини»).
Свої перші в ігровій кар'єрі сезони в складі команд майстрів у вологодському «Динамо» провів олімпійський чемпіон 1988 року, нвйкращий бомбардир чемпіонату СРСР, гравець московських «Динамо» та «Локомотива», а також клубів бундесліги, гравець національної збірної СРСР і Росії, нині тренер збірної Росії Олександр Бородюк.
Тренували динамівську команду такі авторитетні фахівці як Ю. О. Севідов, В. П. Кесарєв, В. Г. Іванов, Л. В. Шевченко, В. М. Юлигін.
У 2015 році вологодське «Динамо» відмовилося, як і ФК «Вологда», від участі в чемпіонаті МФФ «Золоте кільце».

## Історія виступів

### Перші матчі
- Перший матч у чемпіонатах СРСР. 1966 рік. «Хімік» (Клин) - «Динамо» (Вологда) — 0:1.
- Перший матч у чемпіонатах Росії. 25 квітня 1991 року. «Волга-Тріон» (Твер) - «Динамо» (Вологда) — 2:1.
- Перший матч у Кубках СРСР. 24 квітня 1966 року. 1/2048 фіналу. «Ковровець» (Ковров) - «Динамо» (Вологда) — 1:0.
- Перший матч у Кубках Росії. 13 червня 1992 року. 1/64 фіналу. «Динамо-д» (Москва) - «Динамо» (Вологда) — 0:2.

### Чемпіонати Росії
| Сезон | Турнір                                 | Місце | Примітки                                  |
| ----- | -------------------------------------- | ----- | ----------------------------------------- |
| 1992  | Перша ліга СРСР, зона «Захід»          | 6     |                                           |
| 1993  | Перша ліга СРСР, зона «Захід»          | 19    | ‎                                          |
| 1994  | Друга ліга Росії, зона «Захід»         | 15    |                                           |
| 1995  | Друга ліга Росії, зона «Захід»         | 16    |                                           |
| 1996  | Друга ліга Росії, зона «Захід»         | 17    |                                           |
| 1997  | Друга ліга Росії, зона «Захід»         | 12    |                                           |
| 1998  | Другий дивізіон Росії, зона «Захід»    | 9     |                                           |
| 1999  | Другий дивізіон Росії, зона «Захід»    | 10    |                                           |
| 2000  | Другий дивізіон Росії, зона «Захід»    | 2     |                                           |
| 2001  | Другий дивізіон Росії, зона «Захід»    | 5     |                                           |
| 2002  | Другий дивізіон Росії, зона «Захід»    | 14    |                                           |
| 2003  | Другий дивізіон Росії, зона «Захід»    | 2     |                                           |
| 2004  | Другий дивізіон Росії, зона «Захід»    | 8     |                                           |
| 2005  | Другий дивізіон Росії, зона «Захід»    | 2     |                                           |
| 2006  | Другий дивізіон Росії, зона «Захід»    | 10    |                                           |
| 2007  | Другий дивізіон Росії, зона «Захід»    | 13    |                                           |
| 2008  | Другий дивізіон Росії, зона «Захід»    | 16    |                                           |
| 2009  | Другий дивізіон Росії, зона «Захід»    | 8     |                                           |
| 2010  | Другий дивізіон Росії, зона «Захід»    | 4     |                                           |
| 2011  | Другий дивізіон Росії, зона «Захід»    | 10    | Клуб позбавлений професіонального статусу |
| 2012  | Третій дивізіон Росії, «Золоте кільце» | 5     |                                           |

## Досягнення
- Найвище досягнення в чемпіонатах СРСР — 2-ге місце в 1-і зоні 2-ї ліги, 1988 року.
- Найвище досягнення в чемпіонатах Росії — 6-те місце в Зах. зоні 1-ї ліги, 1992 року
- 2-ге місце в зональному турнірі 2-го дивізіону (2000, 2003, 2005 роки)
- Найбільша перемога — 7 0 над СК ЕШВСМ (Москва), 1988 року.
- Найбільша поразка — 0:7 від «Гекріс» (Новоросійськ), 1993 рік.

## Відомі гравці
- Олександр Бородюк
- Артем Єнін
- Сергій Серебренников
- Володимир Ештреков
- Валерій Маслов
- Владислав Батурин
- Володимир Ларін
- Володимир Штапов
- Володимир Меровщиков
- Володимир Казаков
- Сергій Ковальов
- Валеріан Савельєв
- Геннадій Шалімов
- Юрій Вшивцев
- Ігор Хомяков
- Олексій Будко